# CMR (motorfiets)
CMR is een Frans historisch merk van motorfietsen. De productie ging in de loop der jaren echter eerst over naar CEMEC en daarna naar Ratier.

## CMR,1945-1948
De bedrijfsnaam was: Centre de Montage et de Recuperation, Neuilly-sur-Seine.
CMR was een Frans bedrijf dat na de oorlog motorfietsen begon te maken met BMW-onderdelen, die in een Duits depot in Parijs lagen. Het betrof voornamelijk zijspancombinaties met BMW R 12- en R 71-motoren, beide 745cc-zijkleppers. De onderdelen kwamen uit het Heereskraftfahrpark HKP 503, een reparatie- en onderdelenmagazijn dat was ingericht in het busdepot aan de Rue Mozart in Parijs. Daar werden de legermotoren, die in Frankrijk en België ingezet werden, gerepareerd en onderhouden. De onderdelenvoorziening kwam deels uit Duitsland, maar ook van ongeveer 20 Franse bedrijfjes. BMW zelf had een kantoor aan de Champs-Élysées, van waaruit alles gecoördineerd werd en er uiteindelijk nieuwe motorfietsen werden gebouwd die uit onderdelen samengesteld werden. In sommige gevallen waren dat "mengelingen" van verschillende typen, omdat het buisframe van de R 71 al plunjervering had, waardoor er vaak andere motorblokken in dit frame gemonteerd werden. Eind augustus 1944 waren al veel Duitsers uit Frankrijk gevlucht, maar de oorlog duurde voor de Fransen nog tot 8 mei 1945. Daarom was elk bruikbaar voertuig welkom, en aangezien het HKP 503 als oorlogsbuit in Franse handen viel, pakten een aantal technici de productie van de BMW-motorfietsen al snel weer op. Zij richtten de "Societé d'Etudes et des Constructions de Motocycles en France" op, een naam die al snel veranderde in "Centre de Montage et de Réparation (of Recuperation) des Motocyclettes" (CMR). De productie werd verplaatst naar Neuilly-sur-Seine. Eind 1944 werden de eerste machines overgedragen aan de Franse overheidsdiensten. Begin 1945 leverde men al 300 buitgemaakte BMW R 12's aan de regionale Politie. Daarna gebruikte men het sportieve maar onafgeveerde frame van de BMW R 5 om de zware kopklepmotor van de R 75 in te hangen. Het hoofd van de Franse Sécurité Civile gaf echter de voorkeur aan het afgeveerde frame van de R 71. Hiermee bouwde men 100 machines voor de veiligheidsdienst. Deze machine kreeg ook voor het eerst een eigen "CMR" typenaam: R 73. De frames moesten op maat gemaakt worden voor het R 75 blok, maar toen ze op raakten werd door het bedrijf Michel een nieuw frame uit ronde buis gemaakt, dat meteen passend was voor deze motor. Door het vliegwiel af te draaien werd ruimte gemaakt om vierversnellingsbakken te monteren. De originele Duitse 14 liter brandstoftanks raakten ook al snel op. Men ontwikkelde zelf een 20 liter tank als vervanging. Zo werden langzamerhand, door het opraken van de Duitse voorraden, steeds meer Franse onderdelen gebruikt: Cibië verlichting, Willman uitlaatdempers, Mera zadels en Solex carburateurs. De BMW R 75 was om de betrouwbaarheid te verhogen nogal "geknepen" en leverde dankzij de 24mm-Graetzin carburateurs slechts 26 pk. De Fransen verhoogden de compressieverhouding en monteerden grotere carburateurs, waardoor het vermogen tot 32 en zelfs 34 pk steeg. De machines hadden wel te lijden onder de haastige Duitse "oorlogsproductie" van de laatste oorlogsjaren. Met name snel slijtende tandwielen waren een probleem voor de CMR-klanten. De productie van de R 73 beliep slechts ca. 80 exemplaren. Daarnaast werden nog de 750cc-R 71 zijklepper en de 600cc-R 66 gebouwd. De laatste twee modellen waren motorisch gelijk aan de BMW R 71 en de BMW R 66. Men had al catalogi voor "civiele" klanten gemaakt, maar ze werden nooit geleverd omdat de productiecapaciteit van CMR maar net voldoende was om de overheidsdiensten van motorfietsen te voorzien. De vijf directeuren van CMR bereidden vanwege het opraken van onderdelen de afbouw van het bedrijf al in 1947 voor, maar richtten vrijwel onmiddellijk een nieuw bedrijf op: CEMEC.

## CEMEC,1948-1954
De bedrijfsnaam was: Centre D’Etudes Moteurs a Explosion et Combustion.
CEMEC bracht o.a. de L7 uit met BMW R 12-zijklepmotor, later ook 300cc-motorfietsen met kopklepmotor en enkele 493cc-modellen. De onderdelen voor deze machines zocht men door heel Frankrijk per advertentie, en men zond zelfs inkopers naar Duitsland om onderdelen en motorfietsen te zoeken. De zijkleppers raakten echter al snel uit de mode, en bovendien stuurde BMW vanaf 1950 in het kader van de herstelbetaling weer motorfietsen naar Frankrijk. CEMEC wist zich nog enkele jaren "drijvende" te houden met motorblokken van Gnome et Rhône, maar ging in 1954 failliet.

## Ratier,1954-1962
De bedrijfsnaam was: Compagnie Generale de Telegraphie, Péri, Molakoff.
Ratier bouwde de CEMEC L7 zijkleppers nog enkele jaren verder en vanaf 1959 ook 494- en 597cc-kopklep-boxers. Dat duurde tot 1962.